# Rue de l'Hôtel-Saint-Paul
Rue de l'Hôtel-Saint-Paul är en gata i Quartier de l'Arsenal i Paris fjärde arrondissement. Gatan är uppkallad efter det under 1500-talet rivna Hôtel Saint-Pol. Rue de l'Hôtel-Saint-Paul börjar vid Rue Neuve-Saint-Pierre 12 och slutar vid Rue Saint-Antoine 61–67.

## Omgivningar
- Saint-Paul-Saint-Louis
- Hôtel de Sully
- Place des Vosges

## Bilder
| - Gatuskylt. - Saint-Paul-Saint-Louis. - Hôtel de Sully. - Place des Vosges. |

## Kommunikationer
- Tunnelbana – linje   – Saint-Paul
- Tunnelbana – linjerna    – Bastille
- Busshållplats Saint-Paul – Paris bussnät

### Webbkällor
- ”Rue de l'Hôtel-Saint-Paul”. Mairie de Paris. https://web.archive.org/web/20160303182211/http://www.v2asp.paris.fr/commun/v2asp/v2/nomenclature_voies/Voieactu/4585.nom.htm. Läst 17 oktober 2023.
- ”Rue de l'Hôtel-Saint-Paul (4ème arrondissement)”. Les rues de Paris. https://web.archive.org/web/20190926224453/http://www.parisrues.com/rues04/paris-04-rue-de-l-hotel-saint-paul.html. Läst 17 oktober 2023.